# 松田力也
松田 力也（まつだ りきや、1994年〈平成6年〉5月3日 - ）は、JAPAN RUGBY LEAGUE ONEトヨタヴェルブリッツに所属するラグビーユニオンの選手。

## プロフィール
- 京都府京都市出身[1]。
- ポジションはスタンドオフ(SO)、インサイドセンター(CTB)、フルバック(FB)。
- 身長 181 cm、体重 92 kg
- 日本代表キャップは38。（2024年6月22日現在）
- U17日本代表、高校日本代表、U20日本代表、ジュニア・ジャパンに選出[2][3][4][5][6][7][8]。
- 2014年のU20日本代表とジュニア・ジャパンでは主将を務めた[6][7][9]。

## 略歴
南京都ラグビースクールで、6歳からラグビーを始めた。
11歳（小学校5年生）の時、社会人チーム ユニチカの選手だった父親がくも膜下出血で急逝。
2010年、伏見工業高校に進学。父の念願でもあった全国高等学校ラグビーフットボール大会出場を果たす。高校時の主なポジションはCTBやFB。
2011年、U17日本代表に選ばれた。
2012年、U20日本代表と高校日本代表に選ばれた。
2013年、帝京大学へ進学。1年生から主にSOとして出場。U20日本代表に選ばれた。
2014年、U20日本代表とジュニア・ジャパンに選ばれ、両チームで主将を務める。
2016年6月12日、大学4年時、カナダ遠征でのカナダ代表戦にて途中出場で日本代表初キャップを獲得した。帝京大学ラグビー部が大学選手権8連覇達成（翌年度には9連覇）。
2017年に帝京大学を卒業し、パナソニック ワイルドナイツに加入。同年6月にはスーパーラグビーサンウルブズの2017年スコッドに追加招集された。また同年8月19日に行われたジャパンラグビートップリーグ第1節のクボタスピアーズ戦にて先発出場で公式戦初出場を果たす。
2019年8月、ラグビーワールドカップ2019の日本代表に選出された。
2022年12月17日、リーグワン2022-23シーズン開幕戦に出場、7か月ぶりに怪我からの復帰を果たした。
2023年11月3日、雑誌『日経トレンディ』が選ぶ「2023年 今年の顔」に生見愛瑠と共に選出された。
2024年7月、トヨタヴェルブリッツに入団。
2025年2月22日、リーグワン2024-25シーズン第9節のコベルコ神戸スティーラーズ戦で負傷。3月19日、同シーズンいっぱいの離脱を発表した。

## プレースタイル
判断力とフィジカルに定評があり、対戦した元オーストラリア代表のベリック・バーンズが「代表に選んだ方がいい」と言うほどであった。

## 受賞歴

### トップリーグ
- 2017-18 ベストフィフティーン

### リーグワン
- 2022-23ベストキッカー

## テレビ
- くりぃむしちゅーの!THE☆レジェンド第10弾（2019年11月4日、日本テレビ）